# يوسف دياب
يوسف عبد الله دياب ((بالعبرية: יוסף דיאב‏)، 1917 – 18 فبراير 1984) سياسي عربي إسرائيلي. كان عضو في الكنيست عن قائمة التعاون والإخوان بين عامي 1959 و1961

## السيرة الذاتية
وُلد دياب في طمرة عام 1917، وانتُخب لعضوية الكنيست عن قائمة التعاون والإخوان عام 1959. رغم أن الحزب احتفظ بقوته المكونة من مقعدين في انتخابات عام 1961، فقد خسر كل من دياب ولبيب حسين أبو روكان مقعديه. توفي عام 1984.

## وصلات خارجية
- يوسف دياب على الموقع الإلكتروني للكنيست